# Pipizella altaica
Pipizella altaica är en tvåvingeart som beskrevs av Violovitsh 1981. Pipizella altaica ingår i släktet rotlusblomflugor, och familjen blomflugor. Inga underarter finns listade i Catalogue of Life.